# Ctenopterella lepida
Ctenopterella lepida là một loài thực vật có mạch trong họ Polypodiaceae. Loài này được (Brause) Parris mô tả khoa học đầu tiên năm 2007.